# Phymatidium aquinoi
Phymatidium aquinoi é uma espécie de planta do gênero Phymatidium e da família Orchidaceae. Phymatidium aquinoi é facilmente reconhecida por suas sépalas e pétalas onduladas, pela coluna fortemente sigmoide, desprovida de tabula infrasestigmática e pela antera prolongada em bico longo e agudo.

## Taxonomia
A espécie foi descrita em 1925 por Rudolf Schlechter.
Os seguintes sinônimos já foram catalogados:
- Phymatidium naviculare  A.Samp.
- Phymatidium seehaweri  I.Bock

## Forma de vida
É uma espécie epífita e herbácea.

## Conservação
A espécie faz parte da Lista Vermelha das espécies ameaçadas do estado do Espírito Santo, no sudeste do Brasil. A lista foi publicada em 13 de junho de 2005 por intermédio do decreto estadual nº 1.499-R.

## Distribuição
A espécie é endêmica do Brasil e encontrada nos estados brasileiros de Espírito Santo, Minas Gerais, Paraná, Rio de Janeiro, Rio Grande do Sul, Santa Catarina e São Paulo. A espécie é encontrada no domínio fitogeográfico de Mata Atlântica, em regiões com vegetação de áreas antrópicas, floresta ombrófila pluvial e mata de araucária.